# Ellipteroides nigripes
Ellipteroides nigripes är en tvåvingeart som först beskrevs av Enrico Adelelmo Brunetti 1912.  Ellipteroides nigripes ingår i släktet Ellipteroides och familjen småharkrankar. Inga underarter finns listade i Catalogue of Life.